# 克基拉
克基拉（羅馬化：Kérkyra)，又据英語名译为科孚（英語：Corfu），是希腊伊奧尼亞群島大區克基拉島上的城市及旧市镇。自2019年地方政府改革后成为中克基拉和贾蓬蒂亚群岛市镇的一部分及其行政中心。该市也是整个伊奧尼亞群島大區以及克基拉专区的首府。作为市镇内的一个市区，克基拉市区面积为42平方公里，2011年人口数量为39,674人。
历史上，这座城市在8世纪时发挥过重要的军事作用，城市目前因为其拥有两个城堡而闻名，是希腊的一个著名的旅游景点。2007年, 克基拉以「科孚古城（Old Town of Corfu）」之名被联合国教科文组织登錄成為世界文化遺產。

## 文化
克基拉在美术方面有很久远的传统。

## 气候
克基拉属于地中海气候。夏季温暖湿润、气温适中，最高温度达到33℃左右；冬季气温温暖，平均气温在10℃左右。

## 布局
克基拉坐落在一个广阔的半岛上，至威尼斯城堡（希臘語：Παλαιό Φρούριο）处终止。终止处建造了一条类似天然沟渠的护城河，这条护城河是一条咸水沟。
克基拉古城的防御建筑中的每一点土地都是宝贵的，那里有像迷宫一样的使用鹅卵石铺成的狭窄通道，有时是曲折的，但更多的是笔直的，色彩鲜艳且整洁明亮，这种街道被称做kantounia（καντούνια）。
克基拉的北部是一个老港口，直到今天还有来自希腊大陆的轮船停靠；附近则是一个起源于8世纪的旧贸易市场。南北间保留着意大利风格的建筑，并可以欣赏到狭窄的街道堂等。16世纪建设的新港口比老港的外形更好一些。北部是自然风景较好的海滩，那里也是旅游者的购物区。

## 建筑
克基拉古城建造的起源要追溯至公元前8世纪。由于克基拉岛位于希腊的西海岸，海峡对岸为阿尔巴尼亚，并且占据亚得里亚海入海口的位置，极具战略意义，因此被选定建造古城。古城的三座要塞由威尼斯的工程师设计，用来保护本国在海上的利益，与土耳其帝国相抗衡。当时，由于占地规模广大，不得不派出10,000-20,000人的兵力驻守要地。
19世纪，英国统治克基拉，要塞经历了多次的修缮或部分重建。在克基拉古城的新古典主义建筑里，有部分建于威尼斯统治时期，另外一部分是后建的，主要为19世纪建筑。目前，作为地中海的一个要塞和重要港口，克基拉古城和港口建筑群仍然非常完整并保存良好，因此闻名于世。
由国际文化纪念物与历史场所委员会的评估，克基拉古城被列入世界遗产名录。国际文化纪念物与历史场所委员会的一位专家称，古城建筑的大部分特别之处是可以辨认出来的。

## 政府

### 市长
在1866年以前, 克基拉不存在市长。下文列出的是1866年至今担任克基拉市市长的人物。
- Nikolaos V. Manesis (1866年–1870年)
- Christodoulos M. Kiriakis (1870年–1879年)
- Georgios Theotokis (1879年–1887年)
- Michael Theotokis (1887年–1895年)
- Aggellos Psoroulas (1895年–1899年)
- Dimitrios Kollas (1899年–1911年)
- Ioannis Mavrogian (1914年–1925年)
- Spiridon Kollas (1925年–1951年)
- Stamatios Desyllas (1951年–1955年).[9]
- Maria Desylla-Kapodistria (1956年–1959年)，希腊首位女性市长。[9]
- Panagiotis Zafiropoulos (1959年–1964年)
- Spiridon Rath (1964年–1967年）
- Konstantinos Alexopoulos (1974年–1975年)
- Spiridon Rath (1975年–1978年)
- Ioannis Kourkoulos (1979年–1990年)
- Chrisanthos Sarlis (1991年–2002年)
- Alexandros Mastoras (2003年–2006年)
- Sotirios Micallef (2007年–至今)

### 领事馆
克基拉有一部分些外国的领事馆，下文列出国家和联系电话。
- 奥地利 +30 26610 44252
- 比利时 +30 26610 33788
- 塞浦路斯 +30 26610 43915
- 丹麦 +30 26610 38089
- 芬兰 +30 26610 93438
- 法国 +30 26610 26312
- 德国 +30 26610 31453
- 爱尔兰 +30 26610 33411
- 意大利 +30 26610 42433
- 荷兰 +30 26610 39900
- 挪威 +30 26610 32423
- 葡萄牙 +30 26610 94241
- 塞尔维亚 +30 26610 33960
- 西班牙 +30 26610 36421
- 瑞典 +30 26610 31386
- 瑞士 +30 26610 39485
- 英国 +30 26610 30055

## 友好城市
克基拉的友好城市有：
- 塞尔维亚克鲁舍瓦茨
- 塞浦路斯帕福斯
- 塞浦路斯法马古斯塔
- 德国迈森
- 德国特罗斯多夫
- 塞浦路斯阿莎
- 意大利布林迪西
- 希腊瓦西
- 意大利卡罗维尼奥
- 意大利維洛納
- 斯洛文尼亚科佩尔
- 阿尔巴尼亚萨兰达
- 塞浦路斯特雷梅图西亚
- 希腊约阿尼纳
- 塞尔维亚贝尔格莱德
- 中国泰安 [13]